# 2002年太平洋颱風季
2002年太平洋台风季相对而言较为活跃，有多个热带气旋对菲律宾、日本和中华人民共和国构成影响。全季每个月都有热带天气活动，其中又以7至10月间形成的风暴数量最多。全年经正式和非正式确认存在的热带低气压有44个，其中26个获命名，15个发展成台风。
1月10日，热带风暴塔巴在菲律宾以东海域发展形成，提前拉开台风季序幕。两个月后，台风米娜成为有纪录以来首场在3月成形的强台风。6月，台风查特安给密克罗尼西亚联邦带去暴雨，夺走48人的生命，成为楚克州有纪录以来最致命的自然灾害。风暴接下来重创关岛，然后又袭击日本。8月，台风鹿莎成为43年来在大韩民国造成死亡人数最多的台风，导致238人遇难，经济损失高达42亿美元（2002年美元）。10月，台风海高斯成为第二次世界大战以来吹袭东京都的第三强台风。台风凤仙是本季最后一场风暴，也是有纪录以来造成关岛损失最严重的气旋之一，经济损失达7亿美元，最终在12月11日消散。
西太平洋是指赤道以北、国际日期变更线以西的太平洋；如果是在国际日期以东、赤道以北形成的风暴，则会称为飓风，见2002年太平洋飓风季。西太平洋形成的热带风暴由日本气象厅命名。联合台风警报中心在为这片海域的热带低气压编号时，会在数字后面加上字母。菲律宾大气地球物理和天文服务管理局会对进入或是在其预警责任海域形成的热带低气压命名，这样，同一场风暴就可能会有两个名称，这类情况会在下文中同时列出两个名称，其中菲律宾大气地球物理和天文服务管理局的命名以括弧括出。

## 季度概要和预测

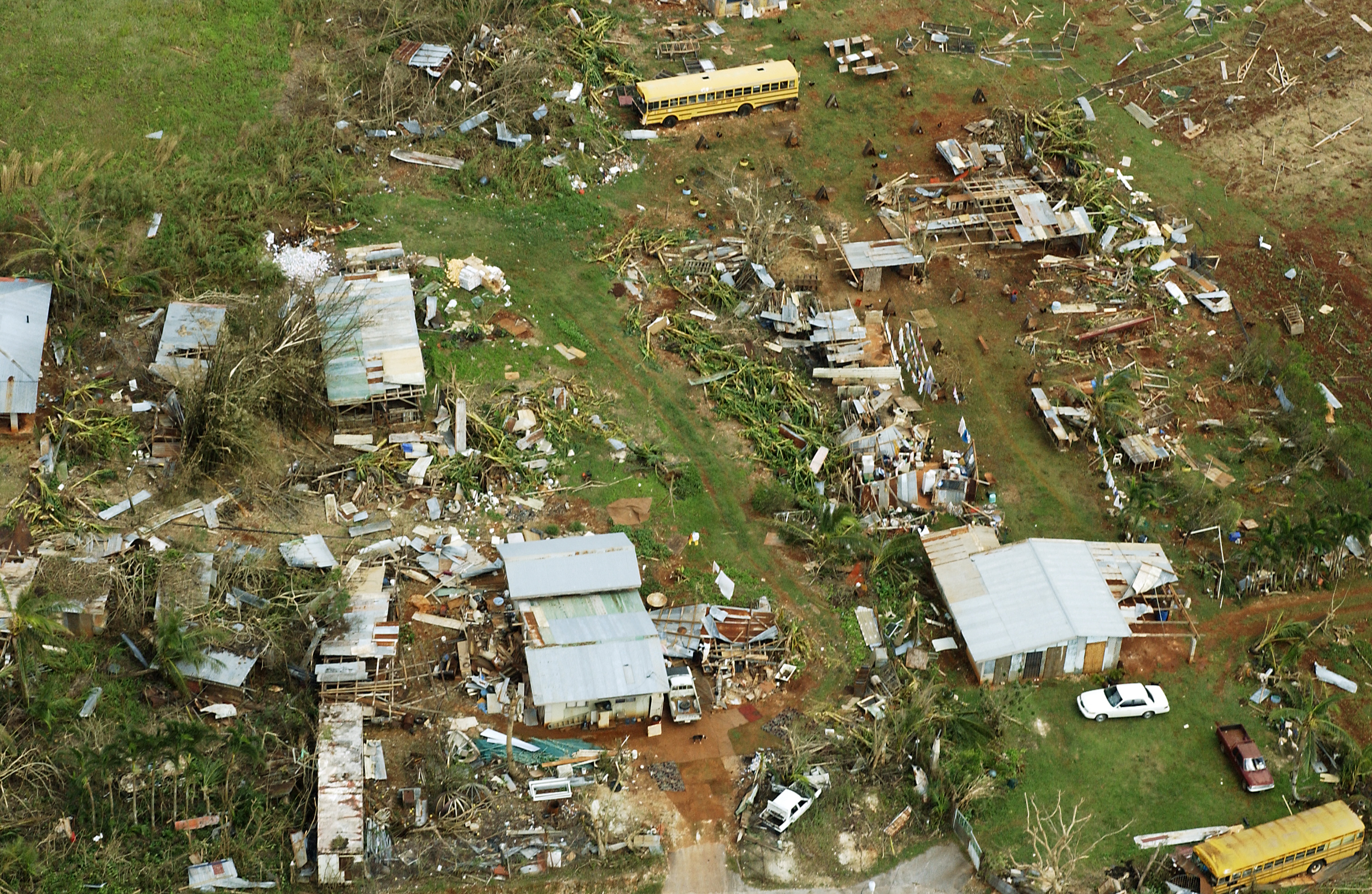
遭台风凤仙袭击的关岛变得满目疮痍

3月6日，来自伦敦大学学院和网站的6位气象学家根据聯合颱風警報中心的数据发布2002年太平洋台风季预测，其中认为，由于海面温度略高于正常水平，这年台风季的活跃程度也会高于平均值，估计会形成28.6场热带风暴，相比之下，过去30年里平均每个太平洋台风季会形成26.3场热带风暴。4月，几位气象学家将全年可能形成的风暴数提高到29.6，5月上旬又进一步提至30.5。事实证明，他们的每次预测数值都超过了实际值，全年形成的热带风暴数为26。香港城市大学大气研究实验室也在2002年4月发布台风季预测，预计全年会形成27场风暴（误差范围不超过3场），其中11场会成为台风（误差范围不超过2场）。该机构指出，由于太平洋开放水域有异常强烈的副热带高压脊，还存在厄尔尼诺现象，这都有利于热带气旋发展，不过南海的热带天气活动可能会低于平均水平。事实证明，这一预测总体上较为准确。
世界气象组织于1989年指定日本气象厅作为西太平洋的区域专责气象中心，该机构在这年里同样会针对赤道以北，国际日期变更线以西直至马来半岛之间的热带气旋发布公告。从协调世界时0点开始，日本气象厅每6小时就会利用数值天气预报和气候学热带气旋预报模型发布预报和分析。该机构采用德沃夏克分析法与数值天气预报结合，估算气旋的10分钟持续风速和气压。联合台风警报中心也会在夏威夷州的珍珠港对西太平洋风暴发布警报，该机构会为印度洋和太平洋的美军提供热带气旋信息支持。2002年，中心的后备设施从日本横须贺市迁至加利福尼亚州蒙特雷，这年初有多位气象学家离职，接替他们的新人则通过在多种预报模型间寻找共识来弥补自己在经验上的不足。此外，联合台风警报中心还于2002年开始5日预报，即提前5天预报热带气旋发展和动向。
全年大部分时间里，赤道附近的海面温度都高于正常水平，并且又以1至7月以及11月时东经160度附近洋面水温最高。对流带的发展海域比正常情况更偏东面，许多风暴都是在东经150度以东形成。风暴形成的位置中点在东经145.9度，是继1951年以来最偏东面的一年。根据日本气象厅的估算，这也是全年没有热带风暴登陆菲律宾的原因之一，是1951年以来首次出现这种情况。2002年西太平洋共计形成了26场获得命名的风暴，略低于26.7的平均值，这些风暴中有15场发展成台风，这又略高于平均值。此外，有两场风暴——飓风艾利和飓风胡高——从国际日期变更线以东的中太平洋进入西太平洋。
本季开局甚早，但一直到6月才变得较为活跃，有6场风暴在高压脊减弱后从日本上空或附近经过。7月一共发展出9场风暴，其中大部分都对菲律宾上空的季风槽构成影响，产生暴雨和致命的洪灾。吕宋的洪灾最为严重，共有85人丧生。这一系列风暴导致大范围地区的学校和办公场所关闭，许多道路受损，洪灾还造成价值约180万美元的农作物损失（9420万菲律宾披索），其中大部分是水稻和玉米。一系列风暴共计造成了价值约1030万美元的破坏（5亿2200万菲律宾披索）。中华人民共和国大面积地区从6至9月普降暴雨，引发灾难性洪水，夺走超过1500人的生命，经济损失高达82亿美元（680万人民币）。热带风暴北冕在此期间吹袭该国南部，产生大量降水，导致24万5000套房屋受损或被毁，还有153人死亡，其中又以内陆省份湖南遇难人数最多，经济损失达3亿2200万美元（26亿6500万人民币）。9月，热带天气活动进一步向更远的东部转移，台风海高斯于10月吹袭日本，台风凤仙在12月袭击关岛。

## 风暴
所有经日本气象厅正式命名的风暴以及全季的其他风暴都在下文中以完整章节列出。路径图表示气旋行进路线和强度变化，其中浅蓝和深蓝色分别代表热带低气压和热带风暴强度，黄色及以上逐渐加深接近红色的则分别对应萨菲尔-辛普森飓风等级下的一级到五级强度。

### 热带风暴塔巴（阿加顿）
1月9日，热带风暴塔巴在帛琉附近形成，提前拉开2002年太平洋台风季的序幕。联合台风警报中心在两天前发现系统从季风槽中生成。系统起初保有对流区和微弱环流，所处海域的风切变也很少。1月10日，日本气象厅将系统归类为热带低气压，联合台风警报中心于当天开始针对第一号热带低气压发布公告，菲律宾大气地球物理和天文服务管理局将气旋命名为“阿加顿”（Agaton）。由于受到北面的高压脊影响，风暴向西北偏西方向移动，其组织结构逐渐改善。1月12日，日本气象厅将低气压升级成热带风暴并以“塔巴”（Tapah）命名，并在当天下午估计气旋风速达到每小时75公里的最高值。这一期间，塔巴的对流下方发展出眼状特征，为此联合台风警报中心和菲律宾大气地球物理和天文服务管理局都估计系统的最高风速为每小时95公里。北面的高压脊因受低压槽逐渐逼近的影响而减弱，风暴因此转向西北。由于风切变增多，塔巴逐渐减弱，日本气象厅于1月13日将气旋降级成热带低气压，但另外两家气象机构认为塔巴这时仍有热带风暴强度。次日，风暴在菲律宾吕宋岛东海岸沿线消散。

### 台风米娜（巴斯扬）
台风米娜源于2月25日密克罗尼西亚联邦附近的一条近赤道低压槽。系统向西经过该国并增强成台风，再于3月2日从雅浦州附近经过。该州受到狂风暴雨的影响，引起全岛范围停电，数以百计的房屋被毁。米娜对当地农作物构成重创，导致粮食短缺。降水和风暴潮共同影响，淹没了大部分沿海地区，州首府科洛尼亚也在其中。该岛共计遭受了价值1.5亿美元的破坏，其中大部分都是农作物损失。此外，风暴还导致一人丧生。
吹袭雅蒲州后，米娜因受逐渐逼近的低压槽影响转朝西北方向前进，随后又转向北上。气旋从帛琉以北经过，造成该国1人遇难。气象部门本预计风暴会逐渐减弱，但台风实际上却继续强化，于3月5日达到10分钟持续风速每小时175公里的最高强度。联合台风警报中心则估计风暴在菲律宾卡坦端内斯省以东约610公里洋面时达到1分钟风力时速260公里的最高强度，这表明米娜成为有纪录以来首场在3月出现的超级台风。由于空气温度降低，并与西风带发生相互影响，系统出现大幅减弱。达到最高强度仅4天后，气旋已在菲律宾以东较远处海域消散。

### 热带低气压03W（卡罗伊）
3月15日，联合台风警报中心开始监测一股热带扰动，并在4天后将位于帛琉附近洋面的系统升级成热带低气压。次日，日本气象厅和菲律宾大气地球物理和天文服务管理局都将系统归类为热带低气压，其中后者还将之命名为“卡罗伊”（Caloy）。由于受到北面的高压脊影响，低气压向西北偏西方向移动，于3月21日经过菲律宾棉兰老岛并继续穿越群岛。强烈的风切变令系统始终无法增强，日本气象厅于3月23日在气旋进入南海后停止发布公告。不过，联合台风警报中心仍然认为系统属热带低气压，直至3月25日系统在越南东岸近海被中纬度低压槽吸收为止。
低气压给菲律宾南部带去暴雨，引起山洪爆发和山体滑坡。风暴令2703套民宅受损，其中有215套被毁，该国共计遭受了约240万美元损失（1亿2400万菲律宾披索），另有35人死亡，其中大部分是在棉兰老岛的南苏里高省溺亡。

### 台风海贝思
5月中旬，加罗林群岛附近的季风槽催生出一股热带扰动。系统这时是由对流区结合弱环流组成，其组织结构随外流共同改善。因受中层高压脊影响，系统在季风槽内向西北方向移动。系统于5月14日在楚克环礁西南方向约500公里洋面发展成热带低气压，联合台风警报中心于次日清晨开始发布公告。接下来两天里，低气压一直很弱，再于5月16日在关岛西南方向约200公里海域发展成热带风暴并获名“海贝思”（Hagibis）。风暴逐渐发展，给关岛带去降水，结束岛上野火丛生的季节。气旋迅速强化，于当天晚上发展出眼状特征。5月18日清晨，日本气象厅将海贝思升级成台风，风暴也在几乎同一时间因受逐渐逼近的低压槽影响转向东北。
海贝思在加速向东北方向移动的过程中发展出层次分明的风眼并进入爆发性增强期。5月19日，日本气象厅估计气旋达到10分钟持续风速每小时175公里的最高强度，联合台风警报中心则估计系统的1分钟持续风速为每小时260公里，成为这年第二场超级台风。达到最高强度时，台风正位于北马里亚纳群岛最北端的西南偏西方向约305公里洋面。海贝思在最高强度下只保持了约12小时，然后其风眼就开始弱化。之前促使风暴加速前进的低压槽也令气旋逐渐失去热带天气系统特征，环流中逐渐有干燥空气侵入。5月21日，强度已跌至低于台风水准的海贝思在日本以东洋面转变成温带气旋并继续向东北方向移动，最终于5月22日在阿留申群岛以南消散。

### 强烈热带风暴浣熊（埃斯帕达）
6月上旬，位于越南以东的南海上空有扰动天气在季风槽中持续存在。6月4日，海南省以东近海发展出带有广阔环流带和疏散对流的热带低气压。由于北面的高压脊影响，系统缓慢东进，外界环境的风切变很少，外流也有利于其强化。6月6日，联合台风警报中心开始针对系统发布公告，虽然外界条件有利，但低气压的强度仍然很弱。6月7日，系统短暂进入菲律宾大气地球物理和天文服务管理局责任海域，该机构将之命名为“埃斯帕达”（Espada）。联合台风警报中心于当晚将低气压升级成热带风暴，日本气象厅则在6月8日将位于台湾和吕宋岛之间的低气压升级成热带风暴并以“浣熊”（Noguri）命名。逐渐逼近的低压槽使外流越来越多，风暴得以迅速增强。联合台风警报中心于6月8日晚将发展出风眼的浣熊升级成台风。风暴这时正因受东南方向逐渐形成的高压脊影响而朝东北方向移动。日本气象厅估计气旋的10分钟持续风速为每小时110公里，属强烈热带风暴级别，但联合台风警报中心估计浣熊的最高强度为风力时速160公里，这时系统已经形成层次分明的风眼。逐渐增多的风切变令风暴减弱，于6月9日在宫古岛以东近海掠过。对流消亡后，联合台风警报中心将正逼近日本的浣熊归类为温带气旋。日本气象厅继续对风暴进行追踪，直至6月11日系统在纪伊半岛上空消散时止。
风暴从台湾以南洋面经过期间给该岛带去降水，其中降雨量最高的屏东县达到320毫米。日本降雨量以鹿儿岛县最高，一家气象站测得123毫米。风暴的威胁促使日本多所学校停课，20架次航班取消。浣熊共导致1人受伤，1套房屋受损，农业损失约为400万美元（5亿零400万日圆）。

### 台风威马逊（弗洛里塔）
2002年7月，共有4场台风给菲律宾带去强降雨并引发致命洪灾，威马逊就是其中的第一场。这4场风暴共夺走了85人的生命，还有2463套民房受损或被毁。威马逊发展形成的时间与台风查特安大致相同，但位置更偏西面。风暴向西北方向的台湾逼近，于7月2日达到风力时速160公里的最高强度。气旋转向北上，从台湾和中国大陆以东掠过，其外围雨带给台湾带去瓢泼大雨，缓解当地旱情。但是，中华人民共和国的情况恰恰相反，由于之前的气候条件就很潮湿，因此威马逊的降水引发严重洪灾，浙江省遭受了约8500万美元的农业和渔业损失，不过这一数字还是低于预期。
影响台湾和中国大陆后，威马逊因有低压槽逼近而开始减弱，并转朝东北方向移动。气旋从宫古岛上空经过，还给冲绳县带去狂风。岛上有约1万套房屋断电，有两名水手因遭遇大浪丧生。日本本土有1人重伤，还存在轻度农作物损失。强度降至热带风暴标准后，威马逊从大韩民国的济州岛以西近海掠过，产生的大浪导致1人遇难。风暴穿越韩国，夺走3人生命并造成价值950万美元的破坏。朝鲜民主主义人民共和国和俄属远东的滨海边疆区都降下大雨。

### 台风查特安（格洛丽亚）
2002年6月28日，台风查特安在密克罗尼西亚联邦附近形成，并在接下来几天里蜿蜒移动，给该国带去强降雨。楚克州的24小时降雨量最高达到506毫米，比当地平均一个月的降雨量还高。降水产生的洪水有1.5米深，在岛上引发多起致命的山体滑坡，夺走47条人命，查特安因此成为该岛有纪录以来造成死亡人数最多的自然灾害。附近的澎贝岛也有1人丧生，密克罗尼西亚联邦遭受的破坏价值超过1亿美元。
影响密克罗尼西亚联邦后，台风查特安继续增强并开始向西北方向移动，其风眼于7月4日从关岛以北近海经过，风眼墙则直接穿过该岛并降下暴雨。关岛南部的降雨量最高，达536毫米。风暴产生的洪灾和山体滑坡令1994套房屋不是被毁就是严重受损。。关岛共计遭受了价值6050万美元的破坏，还有23人受伤。台风还对北马里亚纳群岛的罗塔岛带去阵风和小雨。7月8日，台风查特安达到风力时速175公里的最高强度。气旋在转向北上的过程中减弱，并在降级成热带风暴后于7月10日袭击日本东部。该国出现强降雨，最高降雨量达509毫米，导致1万零270套房屋被淹。整个日本一共遭受了约5亿美元（590亿日圆）的损失。

### 台风夏浪（印戴）
7月5日，季风槽在马绍尔群岛附近催生出一股热带低气压，这里距台风查特安最初形成的位置很近。夏浪存在的大部分时间里都是朝西北方向移动，并在此期间逐渐强化成热带风暴。7月10日清晨，气旋从关岛以南近海掠过，日本气象厅认为系统这时属热带风暴强度，但联合台风警报中心则认为夏浪此时已成台风。系统对关岛构成威胁之时，距台风查特安之前破坏性的登陆还不到一礼拜，但夏浪的位置一直在该岛以南没有登陆，只是岛上还是受到阵风和大浪的影响。这场风暴本身没有造成多少破坏，但对查特安之后的救灾工作造成影响，还造成部分地区停电。
影响关岛后，夏浪迅速强化成台风，并在7月12日达到最高强度。联合台风警报中心估计其1分钟持续风速每小时250公里，日本气象厅则估算风暴的10分钟最大持续风速为每小时155公里。台风蜿蜒向东北方向前进，并在这一过程中大幅减弱，但产生的狂风仍然导致冲绳县出现大规模停电。夏浪给日本东南部带去狂风暴雨，造成价值8980万美元（103亿日圆）的破坏。该国还有1人死亡，9人受伤。7月16日，夏浪转变成温带气旋并于次日消散。

### 强烈热带风暴娜基莉（汉巴罗斯）
7月7日，南海有环流形成，其南部还关联有对流。随着系统组织结构逐渐改善，外流也相应增长，当天下午，台湾西南方向海域有热带低气压形成。因菲律宾上空的高压脊影响，低气压向东北方向移动。7月9日清晨，日本气象厅将位于台湾以西不远处的气旋升级成热带风暴并以“娜基莉”（Nakri）命名。娜基莉在7月10日5時左右在臺中北方登陸，當日下午2時於宜蘭附近出海。风暴的规模很小，在沿台湾北部移动期间失去了大部分对流并因此减弱。不过，系统在逐渐远离台湾期间再度增强，于7月10日达到风力时速95公里的最高强度。受季风槽影响，娜基莉向东转向并行进了两天，再于7月12日因高压脊逐渐减弱而转向北上。风暴当天在冲绳岛以西近海掠过，此后不久因风切变增多、水温降低而降级成热带低气压。7月13日，系统在日本九州以西洋面消散。
途经台湾期间，娜基莉降下暴雨，彭佳屿的降雨量高达647毫米。翡翠水库在一天内的降雨量达到170毫米，创下单日降水新纪录。台湾在台风威马逊来袭前正经历干旱，这次娜基莉带来的雨水解除了其他所有地方的相關限水措施。。风暴导致多架航班取消，部分学校和办事处关闭。風暴夺走了台湾1位渔民和1名船工的生命。中华人民共和国东南部和冲绳岛也先后受到暴雨的影响。风暴在菲律宾产生强降雨，日本也有同样情况，冷锋沿线地区因此引发泥石流和洪灾。

### 台风风神
7月13日，季风槽中催生出一股规模很小的热带低气压。系统迅速强化，到7月15日已达台风强度。气旋起初向北移动，然后开始转向西北。根据日本气象厅的数据，台风风神于7月18日达到10分钟持续风速每小时185公里的最高强度，成为年度最强风暴。联合台风警报中心估计系统的1分钟持续风力时速为270公里，并在超级台风强度下保持了5天之久。这打破了1997年台风琼创下的超级台风持续时长纪录，直至2006年才由飓风伊欧凯追平。
台风风神在接近最高强度时与台风凤凰发生藤原效应，令凤凰转动到风神的南面。风神在接近日本期间逐渐减弱，于7月25日以强烈热带风暴强度经过该国大隅群岛。风暴将一艘货轮冲到岸上，船上4人溺毙，另外15人获救。气旋给日本带去强降雨，引发多场泥石流，造成价值约400万美元的庄稼损失，还有1人死亡。袭击日本后，系统在黄海弱化成热带低气压，并在经过中华人民共和国山东半岛后于7月28日逐渐消散。

### 热带低气压13W（胡安）
7月16日，帛琉西北方向的对流区出现增长，半伴随有微弱环流。中等强度的风切变令雷暴四下分散，但系统还是逐渐组织起来。由于北面的高压脊影响，系统向西北方向移动，于7月18日发展成热带低气压。菲律宾大气地球物理和天文服务管理局用当地人名“胡安”（Juan）来为其命名，联合台风警报中心将气旋归类为第十三号热带低气压，但日本气象厅并没有将系统定性为热带风暴。7月19日清晨，低气压吹袭菲律宾萨马岛，并继续向西北方向穿越群岛。次日，系统对流出现增长，联合台风警报中心因此将其升级成热带风暴，气旋接下来进入吕宋和马尼拉大都会区域上空。由于风切变增加，并且外流也因与气旋陆地产生相互影响而扰乱，系统随之减弱，联合台风警报中心于7月22日停止针对这一天气系统发布公告。菲律宾大气地球物理和天文服务管理局继续追踪系统直至次日止。
低气压经过菲律宾期间降下暴雨，该国在短短几周里连续受到多个热带天气系统袭击，引发致命洪灾，降水令2400人被迫疏散。有至少3人因风暴引发的龙卷风或山体滑坡丧生，另有3人触电身亡，山洪爆发还至少夺走了两条人命。这场风暴共计造成14人死亡，另有两人受伤；583套房屋受损或被毁，损失总额约为24万美元（1210万菲律宾披索），其中吕宋岛受灾最为严重。

### 台风凤凰（卡卡）
7月18日，北马里亚纳群岛东北方向洋面有小规模环流形成，日本气象厅于这天下午将系统归类为热带低气压。次日，对流和外流都有增长，系统因受日本上空的高压脊影响缓慢向西移动。系统组织逐渐改善，联合台风警报中心于7月20日开始针对位于硫磺岛西南方向近海的低气压发布公告。此后不久，日本气象厅将气旋升级成热带风暴凤凰。7月22日，风暴与其东面规模更大的台风风神发生藤原效应并因此转向西南。凤凰大约也是在这一期间进入菲律宾大气地球物理和天文服务管理局责任区域，因此获名“卡卡”（Kaka）。发展出尺寸较小的风眼后，凤凰迅速增强，于7月23日成为台风并达到10分钟持续风速每小时130公里的最高强度。台风风神从凤凰以北洋面经过，两者发生相互影响，凤凰转向南下，随后又转至东南。7月25日，凤凰在行进到其路径的最南端时减弱成热带风暴，然后转向北上，这天接下来的行进路径在琉球群岛和北马里亚纳群岛之间形成大型环路。由于水温降低、风切变增多和干燥空气的共同影响，凤凰逐渐减弱，于7月27日退化成热带低气压，最终在九州以南近海经过后于当晚消散。
风暴给日本带去强降水，宫崎县一气象站测得的降雨量高达717毫米。降雨引起山体滑坡，导致公共汽车和火车延误，许多轮渡和航班因此取消，除此以外该国还遭受了程度较轻的农业损失。

### 热带风暴海鸥
7月17日，接近国际日期变更线的中太平洋海域发展出一股热带扰动。环流周围有深层对流和外流持续存在，日本气象厅于7月20日早上6点将位于约翰斯顿环礁西南偏西方向约980公里、国际日期变更线以东不远处洋面的系统归类为热带低气压。此后不久，系统穿过国际日期变更线并迅速强化，日本气象厅将其升级成热带风暴海鸥。但联合台风警报中心仍然认为气旋只达到热带低气压强度。由于北面的高压脊影响，海鸥向西北方向移动并催生出热带上层对流层低压槽，为系统发展提供有利条件。但是，低压槽却很快导致风切变增多并对外流形成限制，导致气旋迅速减弱。环流中的雷暴消失后，系统于7月22日中午12点左右消散，其存在时间约为30小时。

### 强烈热带风暴北冕（拉加拉格）
2002年7月低，菲律宾附近海域有大规模季风天气系统持续存在。8月2日，有热带低气压在吕宋岛西北海岸近海形成并向西北偏西方向移动。8月3日晚，低气压在香港近海升级成热带风暴并获名“北冕”（Kammuri）。由于受到逐渐减弱的高压脊影响，风暴转向北上逼近中华人民共和国。8月4日晚，北冕在达到风力时速100公里的最高强度后从广东省登陆，最终于8月7日在中国东部沿海山地上空消散，其残留与一股冷锋合并。
中国大面积地区出现暴雨，其中又以广东情况严重。香港因降水引发山崩，一条道路受损。广东省有两座水坝被洪水摧毁，还有10人因山体滑坡丧生。全省有超10万人因洪灾被迫撤离，还有6810套房屋被毁。许多道路、铁路和隧道因洪灾受损，省内大片地区停水断电。降雨量缓解了广东的旱情，但更为内陆的地区之前几个月里曾爆发致命性的洪灾，因此北冕的降水可谓雪上加霜。风暴残留在湖南省上空与冷锋融合，摧毁了1万2400套房屋。风暴沿途引发的洪水一共导致24万5000套房屋被毁或受损，还摧毁了约60公顷农田。北冕及其残留夺走了153人的生命，造成的破坏共计价值约5亿零900万美元（42亿1900万人民币）。

### 热带风暴黄蜂（米伦约）
8月10日，菲律宾以东洋面发展出热带低气压。由于外界环境不利，系统起初杂乱无章，并且穿越该国吕宋岛时都没有得到显著发展。气旋在当地引发洪灾，迫使3500人背离家园。风暴共导致菲律宾35人遇难，经济损失约330万美元，共有1万3178套房屋受损或被毁。菲律宾大气地球物理和天文服务管理局将气旋命名为“米伦约”（Milenyo），这也是该机构在本季命名的最后一场风暴。
影响菲律宾后，热带低气压于8月14日在南海消散。次日，系统又再度形成，不过联合台风警报中心当时认为新气旋是另一个独立的天气系统。低气压向西北方向移动，于8月18日强化成热带风暴黄蜂。系统先掠过海南省东部，再于8月19日从吴川市附近登陆中华人民共和国南部。系统环流很快消散，在地区产生暴雨。香港有1人因交通事故丧生，山体滑坡还导致12人遇难。风暴摧毁了6000套房屋，其中大部分位于广东省境内，整个中华人民共和国一共遭受了至少8600万美元的损失。

### 台风巴蓬
8月11日，季风槽在乌杰朗环礁以西近海催生出热带低气压。由于北面存在高压脊，系统总体向西北方向前进并迅速增强，于8月12日经日本气象厅升级成热带风暴并获名“巴蓬”（Phanfone）。由于外流良好，并且还逐渐发展出雨带，风暴继续强化，于8月14日升级成台风。巴蓬发展出层次分明的风眼，周围有深层对流环绕。8月15日，日本气象厅估计气旋的10分钟持续风速达到每小时155公里，联合台风警报中心则估计系统1分钟持续风力时速已有250公里，成为超级台风。由于外流消失并出现眼墙置换，台风逐渐减弱，于8月16日从硫磺岛近海经过。两天后，凤凰因受逐渐减弱的高压脊影响转向东北，还因干燥空气入侵而急剧弱化。途经日本东南部期间，台风于8月19日降级成热带风暴，再于次日转变成温带气旋，系统残留继续向东北方向移动，于8月25日经过国际日期变更线。
硫磺岛的阵风时速达到168公里。日本本土以东京都附近降雨量最高，达到416毫米，导致43套房屋被淹。暴雨对道路构成破坏，还引起山体滑坡，水产养殖业也受到一定程度破坏。风暴导致22条轮渡航线暂停运营，10架航班取消，东京附近的多家炼油厂也临时关闭。日本近海的八丈岛因狂风导致暂时停电。

### 台风鹿莎
台风鹿莎于8月22日由西北太平洋的季风槽发展形成，具体位置离日本东南部还有较远距离。气旋连续数日向西北方向移动，逐渐增强成强劲台风。日本气象厅估计其10分钟持续风速最高为每小时150公里，联合台风警报中心则估计系统的1分钟持续风力时速为215公里。8月26日，风暴行经日本奄美群岛，导致当地2人死亡，约2万人失去供电。台风令日本普降暴雨，降雨量最高的德岛县高达902毫米。
接下来鹿莎有小幅减弱，然后以10分钟持续风速每小时140公里强度登陆韩国高兴郡。由于气温较高，并且附近还有冷锋破坏大气环境稳定性，台风的强度保持了一段时间。鹿莎在行经韩国期间减弱，给当地带去瓢泼大雨，降雨量最高的江陵市达897.5毫米。该市的24小时降雨量为880毫米，创下韩国日降雨量的新纪录，不过最大的降雨量只出现在局部地区。风暴在韩国至少夺走233条人命，创下至少43年来的最高纪录，经济损失高达42亿美元，受损房屋超过1万7000套，还有大面积农田被淹。邻近的朝鲜也降下暴雨，致使3人丧生，2万6000人无家可归。鹿莎来袭时，该国正陷入饥荒，台风又摧毁了大面积的庄稼，令灾情雪上加霜。9月1日，气旋在俄罗斯东部上空转变成温带气旋，最终在3天后消散。

### 台风森垃克
森垃克于8月27日在北马里亚纳群岛东北方向海域形成。系统起初向北移动，之后逐渐转向西进，并且在之后存在的时间里基本保持这一前进方向。8月31日，气旋增强成台风并达到最高强度。将下来几天里，风暴强度在行经或接近日本多个岛屿期间有小幅波动。9月4日，森垃克的风眼从冲绳岛上空经过，产生的狂风暴雨导致超过10万人失去供电。岛上所受破坏价值估计为1430万美元，其中单嘉手纳空军基地就遭受了价值360万美元的损失。
袭击冲绳岛后，森垃克对此前已遭受过两场致命台风袭击的台湾北部构成威胁。岛上最终受到的实际影响很小，但还是有两人遇难。风暴略有减弱，于9月7日从温州市附近登陆中华人民共和国东部，这也是气旋的最后一次登陆。森垃克在当地产生的阵风时速达204公里，创下新的纪录，温州以南不远处有多个码头和一艘大型船只被大浪摧毁。系统产生的狂风暴雨摧毁了5万8000套房屋，还有大面积农作物被毁。估计中华人民共和国遭受的损失达7亿零900万美元，另有28人丧生。

### 台风艾利
8月27日，夏威夷州西南方向的季风槽东向延伸部分组织成第二号热带低气压，并且仅过了6小时就增强成热带风暴艾利。虽然附近有热带风暴艾利卡的存在，但艾利还是得以迅速发展，于8月28日强化成飓风，并促使艾利卡逐渐消亡。接下来艾利继续增强，达到风力时速205公里强度后于8月30日穿越国际日期变更线进入西太平洋。
艾利成为台风，并因北面的高压槽存在薄弱环节而向西北偏北方向移动。8月31日清晨，联合台风警报中心估计风暴达到1分钟持续风力时速165公里的最高强度。9月2日，日本气象厅估计艾利在威克岛东北方向洋面达到10分钟持续风速每小时165公里的最高强度。由于有低压槽逼近，台风转向东北，但在低压槽后方又有高压脊形成，艾利因此恢复原本西北偏北的前进方向。系统因水温逐渐降低、风切变越来越多而逐渐减弱，其强度于9月6日降至低于台风水准。雷暴变得与环流分离，导致艾利在9月9日晚降级成热带低气压。气旋这时开始向东北方向移动，于9月10日转变成温带风暴并继续向东北前进，最终于9月11日重返中太平洋，并在9月13日逐渐消散。

### 热带风暴黑格比
9月8日，吕宋岛东北方向海域发展出对流区。系统因北面的高压脊影响向西移动，并在此期间缓慢组织，于9月9日在南海发展成热带低气压。气旋在逼近中华人民共和国东南部期间强化成热带风暴黑格比，并达到风速每小时85公里的最高强度。9月11日晚上19点左右，风暴从澳门西部登陆并很快减弱成热带低气压。联合台风警报中心随即停止发布公告，但日本气象厅仍继续追踪在陆上行进的系统。黑格比的残留在广东省上空以环形路径行进，最终于9月16日从香港附近重返大海并逐渐消散。
黑格比给中国南部沿海带去暴雨，其中湛江市的降雨量最高，达344毫米。雨水淹没了大面积农田，还引发多起山体滑坡。广东省有330套房屋被毁，所受破坏估计价值为3250万美元。香港有32人因风暴受伤，41架航班取消。福建省福州市因黑格比引发的雷雨天气致使数以百计的房屋被淹。西面的内陆省份江西有3800套房屋和180座桥梁因风暴导致的洪灾被毁，还有25人遇难。该国南部近海有一艘船在风暴期间沉没，幸运的是船上25人均获直升机救援。

### 热带风暴蔷薇
9月15日，位于密克罗尼西亚联邦附近的季风槽内有雷暴区增长。系统所处海域存在中等强度风切变，强度较弱的环流周围有时断时续的对流围绕。9月18日，联合台风警报中心发布热带气旋形成警报，日本气象厅将系统归类为热带低气压。但两家机构各自追踪的是系统中不同的环流，到9月19日时，日本气象厅追踪的部分环流已占据主导地位。此后不久，日本气象厅将减弱的系统降级为低气压区，但次日就再次将之升级成热带低气压，联合台风警报中心在系统逐渐增长的对流区附近发展出部分暴露的环流后再次发布热带气旋形成警报。9月21日晚，日本气象厅将位于日本以南洋面的低气压升级成热带风暴并以“蔷薇”（Changmi）命名。次日，风暴达到风力时速85公里的最高强度。但是，联合台风警报中心认为，气旋已经吸收了干燥空气并转变成温带气旋，所以没有针对风暴发布警告。根据日本气象厅的数据，蔷薇向东北方向移动，于9月22日转变成温带气旋，接下来逐渐增强，最终于9月25日清晨越过国际日期变更线进入中太平洋。

### 热带风暴米克拉
9月21日，南海发展出关联有对流的细长低压槽。由于风切变少，外流逐渐增多，系统组织得以改善，于9月22日在越南和吕宋岛之间发展成热带低气压。系统受东北方向的高压脊影响而向西北移动。接下来几天里，虽然外界环境有利，但低气压未能得到进一步发展，但到9月24日晚，环流已发展出雨带和微弱的眼状特征。次日清晨，日本气象厅将系统升级成热带风暴并以“米克拉”（Mekkhala）命名，气旋很快达到风速每小时85公里的最高强度。9月25日中午12点左右，米克拉以接近最高强度登陆海南省西部，不久后就进入北部湾并因风切变增多以及同陆地发生相互影响而减弱。风暴的弱热带风暴强度一直保持到9月28日，然后降级成热带低气压，并且很快就在北部湾最北端消散。
风暴沿途普降暴雨，其中又以海南省三亚市降雨量最高，达479毫米。有20艘船只不是被刮到岛上就是被狂风吹沉，有84名渔民获救。海南省共计遭受了价值8050万美元的损失，有2500套房屋因暴雨被毁。中华人民共和国西南部也降下暴雨，广西壮族自治区北海市有335套房屋被毁，经济损失约为2200万美元。

### 台风海高斯
9月25日，台风海高斯在北马里亚纳群岛以东洋面发展形成。系统起初几天里向西北偏西方向前进并稳步增强，到9月29日已成为强劲台风。接下来风暴有所减弱并转向东北偏北逼近日本，于10月1日登陆该国神奈川县。此后不久，气旋从东京上空经过，成为第二次世界大战以来袭击该市的第三强台风。海高斯在途经本州期间减弱，于10月2日吹袭北海道后不久转变成温带气旋。系统残留此后从库页岛上空经过，于10月4日完全消散。
海高斯从北马里亚纳群岛以北海域经过时给群岛带去狂风，有两个岛上的食品储备因此受损。此后，海高斯以阵风时速161公里强度经过日本，多个地点的阵风速度创下新纪录。该国共有60万8130幢建筑物断电，有两人在风暴过后的善后工作中触电身亡。台风还产生暴雨，最大降雨量达346毫米，在日本各地导致房屋被淹，还引发了多场泥石流。气旋产生的大浪将25艘船冲到岸上，还导致沿海地区1人遇难。日本共计遭受了21亿4000万美元损失（2610亿日圆），还有5人丧生。风暴残留之后还对俄罗斯远东联邦管区构成影响，在滨海边疆区引发两起沉船事故，导致7人丧生。

### 强烈热带风暴巴威
10月上旬，密克罗尼西亚联邦附近的季风槽内发展出热带扰动。对流逐渐围绕其中一片环流集中起来，于10月8日发展成热带低气压。外界环境中的风切变很弱且外流良好，本应有利于系统缓慢发展，但气旋实际上却因西侧存在独立的环流而被拉长。这此期间，低气压给密克罗尼西亚联邦的科斯雷州带去烈风强度大风。10月9日晚，日本气象厅将位于关岛以东洋面的低气压升级成热带风暴，并以“巴威”（Bavi）命名，不过，系统这时的覆盖范围仍然很大。升级成热带风暴后，巴威因高压脊向东北方向后退而逐渐转向北上。到10月11日时，中心附近的风力已经很弱，尚不及外围雨带中的风力强度。日本气象厅在这天估计风暴达到风力时速100公里的最高强度。虽然气旋的覆盖范围很广，并且达到最高强度时环流仍然暴露在对流外，但联合台风警报中心还是估计其风速达到每小时130公里，已属台风级别。达到最高强度后不久，风暴转向东北进入西风带。逐渐增多的风切变令对流减弱，巴威于10月13日转变成温带气旋并继续向东北方向前进，最终在10月16日进入中太平洋。

### 强烈热带风暴美莎克
10月25日，威克岛东北方向海域有组织结构良好的对流区持续存在。由于风切变很少，系统快速发展出环流，于10月26日成为热带低气压。受东面的高压脊影响，低气压总体保持向西北方向移动并缓慢增强，于10月27日晚强化成热带风暴并获名“美莎克”（Maysak）。系统起初吸收了附近的干燥空气，但还是得以继续发展出深层对流。逐渐逼近的低压槽令风暴向东北转向，据日本气象厅估算，气旋于10月29日达到风力时速100公里的最高强度。联合台风警报中心根据美莎克发展出的眼状特征两次推断风暴曾短暂达到台风强度，但由于风切变增多，气旋很快就开始减弱。美莎克继续向东北前进，于10月30日进入中太平洋，并且这时已经转变成温带气旋。

### 台风胡高
10月24日，夏威夷群岛以南的季风槽内发展出热带低气压。系统总体向西北偏西方向移动，于10月26日强化成热带风暴并获名“胡高”（Huko）。两天后，气旋达到飓风强度，但又短暂回落到热带风暴标准，再于10月31日重新强化成飓风。11月3日，胡高穿过国际日期变更线进入西太平洋。虽然系统内的气流模式和较高的海面温度都有利于发展，但胡高的最高风速只达到每小时140公里。北面的强烈高压脊令风暴迅速向西北偏西方向移动。接下来气旋因干燥空气的影响略有减弱，于11月4日以台风强度从威克岛东北方向约95公里洋面经过。岛上出现强降雨，还有时速64至72公里的阵风。胡高从高压脊的薄弱点穿过，先是转向北上，然后又转朝东北方向前进。11月5日晚，系统风速已低于台风标准，还因风切变不断增多而进一步弱化。11月7日，胡高转变成温带气旋，并于当晚重返中太平洋，其残留在数天后对加利福尼亚州北部构成影响。

### 台风海神
11月中旬，密克罗尼西亚联邦的楚克州西南方向海域季风槽内发展出雷暴区。由于风切变少且外流良好，系统缓慢组织，于11月20日成为热带低气压。气旋快速向西北偏西方向移动，于11月20日晚在关岛东北方向强化成热带风暴并获名“海神”。从关岛以南洋面掠过期间，海神给岛上带去阵风强度大风。系统对流组织成中心密集云区，并发展出眼状特征。11月23日清晨，日本气象厅将海神升级成台风，系统开始因低压槽逼近而向北移动。台风风速很快提高到每小时155公里的最高值，但很快就开始因风切变增多而减弱，风眼也随即消失。11月24日晚，海神的强度已低于台风标准，并在11月25日清晨转变成温带气旋。系统残留继续向东北前进，最终在11月26日逐渐消散。

### 台风凤仙
台风凤仙是本季最后一场台风，也是2002年对美国造成损失第2大的自然灾害。系统源于11月下旬波纳佩州东南偏东方向的一片对流区，于12月2日形成，并因北面的高压脊影响总体向西行进了数天，再于12月3日增强成热带风暴并获名“凤仙”（Pongsona）。12月5日，气旋发展出风眼，并在楚克州以北洋面达到台风强度。系统继续稳步增强，并且在12月8日在逼近关岛期间加快强化速度。日本气象厅这天估计凤仙达到10分钟持续风速每小时165公里的最高强度，联合台风警报中心则估计1分钟最高持续风力时速达240公里，属超级台风标准。凤仙的风眼在台风处于最高强度时从关岛和罗塔岛上空经过。袭击关岛后，气旋开始向北移动，之后又转向东北，然后开始因受干燥空气的不良影响、并有中纬度风暴逼近而迅速减弱。中心上空的对流消亡后，凤仙于12月11日清晨转变成温带气旋，并于次日在日本以东洋面消散。
台风凤仙是有纪录以来吹袭关岛的第3强台风，岛上出现的最强阵风时速高达278公里。关岛共计遭受了超过7亿美元损失，凤仙因此成为该岛有纪录以来造成损失最惨重的5场台风之一。岛上有1人死亡，193人受伤。风暴产生倾盆大雨，最高降雨量达650.5毫米。关岛共有1751套房屋被毁，另有6740套受到一定程度破坏。大面积地区失去供水，公路系统遭受重创。邻近的罗塔岛有460套房屋受损，另有114套被毁，经济损失约3000万美元。风暴过去后，关岛和北马里亚纳群岛都成为灾区，以便灾民获取联邦援助。联邦政府向关岛的个人及其它救灾项目提供了1亿2500万美元资金。

### 其它风暴
据日本气象厅记载，棉兰老岛以东洋面于2月15日发展出一股微弱的热带低气压，但次日就已消散。4月初，埃内韦塔克环礁以西的固定冷锋最南端沿线发展出一股热带扰动。系统逐渐组织，给密克罗尼西亚联邦带去烈风强度大风。联合台风警报中心从4月5日开始针对第四号热带低气压发布公告。由于附近的温带风暴影响，系统向西北方向移动，之后在威克环礁西南偏西方向约650公里海域转变成温带气旋。日本气象厅于4月8日发布针对这一天气系统的最后一份公告。
5月28日，南海有热带低气压形成并由菲律宾大气地球物理和天文服务管理局命名为“达戈尔”（Dagul）。联合台风警报中心始终认为系统不会出现显著发展，其中大部分对流主要集中在广阔环流的东南部。受东南方向高压脊影响，低气压向东北移动，于5月30日从台湾西南部登陆，当天就因与陆地的相互作用以及风切变的不利影响而消散。
7月25日，日本气象厅在硫磺岛以东监测到热带低气压，但次日就中止对该系统的追踪。8月3日，日本东南近海存在一片小规模环流，其上方之后发展出对流区。联合台风警报中心于8月5日早上6点开始针对第十七号热带低气压发布公告，称系统是个“侏儒气旋”。受东南方向的中层高压脊影响，低气压转向东面前进，逐渐远离日本。由于外界环流不利，气旋逐渐减弱，联合台风警报中心在当天中午12点中止针对这一天气系统发布公告，这时距首份公告还只过去6小时。9月21日，马绍尔群岛东北方向洋面有热带低气压形成，但次日就已消散。
10月，西太平洋共形成3个未出现进一步发展的低气压。其中第一个于10月12日在南海由日本气象厅归类为低气压，虽然很快就已消散，但西沙群岛的一处气象站还是测得108毫米降水。第二个低气压于10月17日在塞班岛东北偏东方向约1220公里洋面由联合台风警报中心归类为第二十七号热带低气压。因受北面的高压脊影响，系统向西移动，但由于空气干燥、外流微弱而无法增强，于10月19日消散。10月16日，国际日期变更线附近形成了另一个低气压。联合台风警报中心将其归类为第二十八号热带低气压，由于高压脊出现缺口，气旋总体向北移动，最终因风切变的不利影响而在10月20日消散。

## 风暴名单
日本气象厅和菲律宾大气地球物理和天文服务管理局都会为西太平洋发展形成的热带气旋命名，所以这些地区的单个热带气旋可能会有两个名字。作为西太平洋的区域专责气象中心，位于东京的日本气象厅台风中心有义务代表世界气象组织台风委员会为10分钟持续风速达到每小时65公里的热带气旋分配国际名称。菲律宾大气地球物理和天文服务管理局的责任区域是东经135至115°、北纬5至25°之间，该机构会对所有进入这片地区的热带气旋命名，并且这一命名程序不需考虑气旋是否已有国际名称。菲律宾大气地球物理和天文服务管理局和日本气象厅台风委员会会把造成重大影响的热带气旋名称退役。

### 国际名称
热带气旋一旦在西太平洋达到热带风暴强度，就会由日本气象厅的台风委员会命名。用来命名的这些名称是由14个成员国或地区各提供10个，然后以各国英语名称的首字母排序。
下表列出这年台风季动用的所有风暴名称原文，按命名次序排列：
| - （0201） - （0202） - （0203） - （0204） - （0205） - （0206） | - （0207） - （0208） - （0209） - （0210） - （0211） - （0212） | - （0213） - （0214） - （0215） - （0216） - （0217） - （0218） | - （0219） - （0220） - （0221） - （0222） - （0223） - （0224） | - （0225） - （0226） |

飓风艾利02和飓风胡高03都是在中太平洋形成后再穿越国际日期变更线进入西太平洋，然后分别成为台风艾利和台风胡高。联合台风警报中心在发布警告时保持着两场风暴的原名和后缀。

### 菲律宾
菲律宾大气地球物理和天文服务管理局对责任区域内的热带气旋使用独立的命名方法，所有在其责任海域形成，或是进入其责任海域，或是有可能进入其责任海域的热带低气压都会获得名称，命名名称每4年完成一次轮换，只有退役的名称会予以替换，并且还准备有辅助名单，以便在名称全部用完时替补。以下列出2002年的风暴名单，未经启用的名称以灰色表示，括弧内则是风暴的国际名称：
| - （0201） - （0202） - （0204） | - （0205） - （0206） - （0208） - （0207） | - （0211） - （0212） - Neneng（未用） - Ompong（未用） | - Paeng（未用） - Quadro（未用） - Rapido（未用） - Sibasib（未用） - Tagbanwa（未用） | - Usman（未用） - Venus（未用） - Wisik（未用） - Yayang（未用） - Zeny（未用） |

替补名单

| - Agila（未用） - Bagwis（未用） | - Ciriaco（未用） - Diego（未用） | - Elena（未用） - Forte（未用） | - Gunding（未用） - Hunyango（未用） | - Itoy（未用） - Jessa（未用） |

### 退役
由于台风查特安、台风鹿莎和台风凤仙造成的严重破坏，世界气象组织台风委员会将其名称退役，分别用“麦德姆”（Matmo）、“鹦鹉”（Nuri）和“红霞”（Noul）取代。

## 季节影响
以下表格中没有列出未经命名的风暴，菲律宾大气地球物理和天文服务管理局所命名称会由括弧括出。从中太平洋进入西太平洋的风暴会在名字右方加上星号（*），并且只会列出系统在西太平洋期间的相关信息。
| 風暴名稱           | 持續日期          | 最高強度     | 持續風速      | 氣壓                      | 影響地區                                 | 損失 （美元） | 死亡人數 | 來源                                             |
| ------------------ | ----------------- | ------------ | ------------- | ------------------------- | ---------------------------------------- | ------------- | -------- | ------------------------------------------------ |
| 塔巴               | 1月10至14日       | 热带风暴     | 每小时75公里  | 996毫巴（29.42英寸汞柱）  | 菲律宾                                   | 无            | 无       | [ 121 ]                                          |
| 米娜（巴斯扬）     | 2月26日至3月9日   | 台风         | 每小时175公里 | 930毫巴（27.46英寸汞柱）  | 密克罗尼西亚联邦                         | $1.5億        | 2        | [ 20 ]                                           |
| 三（卡罗伊）       | 3月20至23日       | 热带低气压   | 每小时55公里  | 1000毫巴（29.53英寸汞柱） | 菲律宾                                   | $240萬        | 35       | [ 22 ]                                           |
| 海贝思             | 5月14至21日       | 台风         | 每小时175公里 | 935毫巴（27.61英寸汞柱）  | 关岛                                     | 无            | 无       | [ 24 ]                                           |
| 浣熊（埃斯帕达）   | 6月4至11日        | 强烈热带风暴 | 每小时110公里 | 975毫巴（28.79英寸汞柱）  | 日本、台湾                               | $400萬        | 无       | [ 28 ]                                           |
| 威马逊（弗洛里塔） | 6月28日至7月6日   | 台风         | 每小时155公里 | 945毫巴（27.91英寸汞柱）  | 中华人民共和国、朝鲜半岛、琉球群岛、台湾 | $1億          | 97       | [ 10 ] [ 13 ] [ 31 ] [ 35 ]                      |
| 查特安（格洛丽亚） | 6月28日至7月11日  | 台风         | 每小时175公里 | 930毫巴（27.46英寸汞柱）  | 楚克州、关岛、日本                       | $6.6億        | 54       | [ 41 ] [ 43 ]                                    |
| 夏浪（印戴）       | 7月6至16日        | 台风         | 每小时155公里 | 945毫巴（27.91英寸汞柱）  | 关岛、菲律宾、日本                       | $8980萬       | 10       | [ 46 ] [ 47 ] [ 48 ] [ 49 ] [ 50 ] [ 51 ] [ 52 ] |
| 娜基莉（汉巴罗斯） | 7月7至13日        | 强烈热带风暴 | 每小时95公里  | 983毫巴（29.03英寸汞柱）  | 菲律宾、中华人民共和国、台湾、日本       | 无            | 2        | [ 57 ]                                           |
| 风神               | 7月13至28日       | 台风         | 每小时185公里 | 920毫巴（27.17英寸汞柱）  | 日本、中华人民共和国                     | $400萬        | 5        | [ 61 ] [ 63 ] [ 64 ]                             |
| 十三（胡安）       | 7月18至23日       | 热带低气压   | 每小时55公里  | 997毫巴（29.44英寸汞柱）  | 菲律宾                                   | $24萬         | 14       | [ 11 ] [ 22 ]                                    |
| 凤凰（卡卡）       | 7月18至27日       | 台风         | 每小时130公里 | 960毫巴（28.35英寸汞柱）  | 日本                                     | 无            | 无       | [ 66 ]                                           |
| 海鸥               | 7月20至21日       | 热带风暴     | 每小时65公里  | 1003毫巴（29.62英寸汞柱） | 无                                       | 无            | 无       | [ 9 ]                                            |
| 北冕（拉加拉格）   | 8月2至7日         | 强烈热带风暴 | 每小时100公里 | 980百帕（28.94英寸汞柱）  | 中华人民共和国                           | $5.09億       | 153      | [ 16 ] [ 17 ]                                    |
| 黄蜂（米伦约）     | 8月10至20日       | 热带风暴     | 每小时75公里  | 985毫巴（29.09英寸汞柱）  | 菲律宾、中华人民共和国                   | $8930萬       | 47       | [ 17 ] [ 22 ] [ 74 ]                             |
| 巴蓬               | 8月11至20日       | 台风         | 每小时155公里 | 940毫巴（27.76英寸汞柱）  | 日本                                     | 无            | 无       | [ 17 ]                                           |
| 鹿莎               | 8月22日至9月1日   | 台风         | 每小时150公里 | 950毫巴（28.05英寸汞柱）  | 日本、朝鲜半岛                           | $42億         | 238      | [ 80 ] [ 81 ] [ 84 ] [ 87 ]                      |
| 森垃克             | 8月27日至9月9日   | 台风         | 每小时150公里 | 950毫巴（28.05英寸汞柱）  | 日本、中华人民共和国                     | $7.23億       | 30       | [ 17 ] [ 84 ] [ 90 ]                             |
| 艾利*              | 8月30日至9月10日  | 台风         | 每小时165公里 | 940毫巴（27.76英寸汞柱）  | 无                                       | 无            | 无       | [ 9 ]                                            |
| 黑格比             | 9月9至16日        | 热带风暴     | 每小时85公里  | 990毫巴（29.23英寸汞柱）  | 中华人民共和国                           | $3250萬       | 25       | [ 95 ]                                           |
| 蔷薇               | 9月18至22日       | 热带风暴     | 每小时85公里  | 985毫巴（29.09英寸汞柱）  | 无                                       | 无            | 无       | [ 9 ]                                            |
| 米克拉             | 9月22至28日       | 热带风暴     | 每小时85公里  | 990毫巴（29.23英寸汞柱）  | 中华人民共和国                           | $1.03億       | 无       | [ 95 ]                                           |
| 海高斯             | 9月26日至10月2日  | 台风         | 每小时175公里 | 930毫巴（27.46英寸汞柱）  | 日本、滨海边疆区                         | $21.4億       | 12       | [ 99 ] [ 102 ]                                   |
| 巴威               | 10月8至13日       | 强烈热带风暴 | 每小时100公里 | 985毫巴（29.09英寸汞柱）  | 无                                       | 无            | 无       | [ 9 ]                                            |
| 美莎克             | 10月26至30日      | 强烈热带风暴 | 每小时100公里 | 980毫巴（28.94英寸汞柱）  | 无                                       | 无            | 无       | [ 9 ]                                            |
| 胡高*              | 11月3至7日        | 台风         | 每小时140公里 | 985毫巴（29.09英寸汞柱）  | 无                                       | 无            | 无       | [ 9 ]                                            |
| 海神               | 11月20至25日      | 台风         | 每小时155公里 | 955毫巴（28.2英寸汞柱）   | 无                                       | 无            | 无       | [ 9 ]                                            |
| 凤仙               | 12月2至11日       | 台风         | 每小时140公里 | 940毫巴（27.76英寸汞柱）  | 关岛、北马里亚纳群岛                     | $7.3億        | 1        | [ 109 ] [ 110 ]                                  |
| 季節總結           |                   |              |               |                           |                                          |               |          |                                                  |
| 28场风暴           | 1月10日至12月11日 |              | 每小时185公里 | 920毫巴（27.17英寸汞柱）  |                                          | >95.4億       | 725      |                                                  |